# Siphonogorgia mirabilis
Siphonogorgia mirabilis är en korallart som beskrevs av Carl Benjamin Klunzinger 1877. Siphonogorgia mirabilis ingår i släktet Siphonogorgia och familjen Nidaliidae. Inga underarter finns listade i Catalogue of Life.